# 英進館
英進館（えいしんかん）は、九州を中心に展開する学習塾。

## 概要
1986年設立の福岡･佐賀･長崎･宮崎･大分･熊本･鹿児島、九州外では広島に展開する学習塾で、
主に幼児から高校生までを対象としている。「自立した社会人の育成」を教育理念に教科学習だけでなく、
キャリア教育なども行なっている。

## 沿革
- 1979年4月 - 筒井勝美が中学校受験専門塾「九州英才学院」を設立。
- 1980年11月 - 九州英才学院に高校受験部門を加え「英進館」に改称。
- 1984年7月 - 福岡市中央区警固に移転（英進館自社ビル）。
- 1986年12月 - 英進館を法人化・株式会社を設立。本社を福岡市中央区薬院に設置。
- 1987年12月 - 西日本地区で初の本格的な理科実験教室を完備した「薬院本校」の中学部校舎が完成
- 1992年4月 - 全国超難関高受験部門「トップゼミ」を新設
- 1993年4月 - 灘中、久留米附設中、ラ・サール中の算数オリジナル教材が完成。
- 1994年11月 - 個別指導部門を充実させ「パスカル」として本格的にスタート。
- 1995年7月 - 中央区天神にトップゼミ専門教室として、「薬院本校天神別館」を開校。
- 1998年11月 - 難関私立入試対策の教材の特許取得。受験用教材としての特許取得は日本初[1]。
- 1999年11月 - 筒井勝美館長が、東京大学教養学部でのシンポジウム「日本の理科教育と大学養育を育てる」にてパネラーとして参加。
- 2004年11月 - 筒井俊英が代表取締役社長に就任。
- 2006年3月 - 東進衛星予備校が「小倉本館」「長崎校」「春日本館」でスタート。
- 2007年3月-天神本館(3号館)完成。[2]
- 2008年 -「10年後、なりたい自分になる」をキャッチフレーズにキャリア教育をスタート。
- 2009年5月 - 登下校メール配信サービスを本格導入。
- 2010年11月15日 - 1957年より広島地区で学習塾を展開していた有限会社鯉城学院（りじょうがくいん）をグループ企業とし、新たに英進館株式会社の100%子会社の株式会社鯉城学院を設立[3]。
- 2012年10月 - 花まる学習会を九州で初めてスタート[1]。
- 2014年2月 - シンガポールに小学生を対象とした学習塾を開校[4]。
- 2014年10月 - 北九州市教育委員会と連携し、中学3年生を対象にした無料の学習支援事業「中学生ひまわり学習塾」を始めた[5]。
- 2017年10月 - 大阪の医学部予備校「メビオ」をグループ化。
- 2018年-中高一貫部スタート。
- 2019年2月 - 代表取締役社長筒井俊英が、経産省「未来の教室」とEdTech研究会委員に就任。
- 2019年3月 - 東京の医学部進学予備校「YMS」をグループ化。
- 2019年3月 - 代表取締役社長筒井俊英が、全国学習塾協会副会長に就任。
- 2020年4月 - 新型コロナウイルス対策のため、対面授業を停止。Zoomビデオコミュニケーションズのソフトを用いたオンライン授業をスタート。
- 2020年4月1日 - 天神本館(2号館)着工。[6]
- 2020年6月 - 英進館保護者サイト「eica」を導入。
- 2020年‐新型コロナウイルスの影響により、シンガポールでの学習塾事業を閉鎖する。
- 2021年1月31日 - 天神本館(2号館)完成。
- 2025年4月 - 個別指導専門塾「英進個別」がグランドオープン。
- 2025年4月 - 映像授業型 個別指導専門塾「ミラクル」がグランドオープン。
- 2025年6月15日 - 天神本館(3号館)について校舎の大規模緑化を行い、落成式が行われた。[7]

## 出版
- 『「理数教育」が危ない！』（PHP研究所、1999年）
- 『どうする「理数力」崩壊』（共著）（PHP研究所、2004年）
- 『危機に立つ日本の理数教育』（共著）（明石書店、2005年）
- 『世界の科学教育 : 国際比較からみた日本の理科教育』（共著）（明石書店、2006年）
- 『世界一わかりやすい 九大の理系数学』（KADOKAWA、2006年）

九州に広い校舎を展開する。
1. 天神本館
2. 東京インターナショナルスクール、大濠キンダーガーデン
3. 薬院本校
4. 西新本館ー以下福岡市西地区
5. 荒江本館
6. 伊都校
7. 前原校
8. 藤崎校
9. 原校
10. 笹岡校
11. 姪浜校
12. 石丸校
13. 長丘校
14. 修猷館前校（高等部のみ）
15. 香椎本館ー以下福岡市東地区
16. 照葉校
17. 新宮校
18. 長者原校
19. 福間校
20. 赤間校
21. 舞松原校
22. 志免校
23. 千早校（高等部のみ）
24. 春日本館ー以下福岡市南地区
25. 大橋校
26. 那珂川校
27. 桧原校
28. 二日市校
29. 南ヶ丘校
30. 原田校
31. 朝倉街道校
32. 三国が丘校（高等部のみ）
33. 小倉本館ー以下北九州地区
34. 守垣校
35. 戸畑校
36. 行橋校
37. 曽根校
38. 折尾校
39. 中間校
40. 浅川校
41. 飯塚校
42. 久留米本館ー以下久留米地域
43. JR久留米駅前校
44. 熊本本館ー以下熊本地区
45. 帯山校
46. 武蔵ヶ丘校
47. 水前寺校
48. 京町校
49. 江津校
50. 帯山本校
51. 近見校
52. 光の森校
53. 健軍校
54. 田迎校
55. 熊本味噌天神校（高等部のみ）
56. 健軍若葉校（高等部のみ）
57. 長崎校ー以下長崎地区
58. 住吉校
59. 長崎西前校（高等部のみ）
60. 長崎千歳町校（高等部のみ）
61. 鹿児島校ー以下鹿児島地区
62. 谷山校
63. 鴨池校
64. 大分校ー以下大分地区
65. 明野校
66. 宮崎校ー宮崎地区
67. 佐賀校ー以下佐賀地区
68. JR唐津駅校（高等部のみ）

かつてはシンガポールでの塾業務も行っていた。